# Норденшелд (архипелаг)
Архипелагът Норденшѐлд (на руски: архипелаг Норденшельда) са група острови, разположени в югоизточната част на Карско море, простиращи се на 93 km от запад на изток край северното крайбрежие на полуостров Таймир, като административно принадлежат към Красноярски край на Русия..

## Географско описание
Архипелагът се състои от 90 острова, които образуват 5 групи: Вилкицки, Източни, Литке, Пахтусов и Циволко. Най-северният и най-големият е остров Руски (в групата острови Литке). Изградени са предимно от вулканични скали. Покрити са с арктическа тундра.
- о-ви Литке – 10 острова. Най-северната група на архипелага. Наименувани са в чест на руския полярен изследовател Фьодор Петрович Литке;
- о-ви Източни – 15 острова;
- о-ви Циволка – 17 острова. Най-западната група на архипелага. Наименувани са в чест на руския полярен изследовател Август Карлович Циволка;
- о-ви Пахтусов – 15 острова. Наименувани са в чест на руския полярен изследовател Пьотър Кузмич Пахтусов;
- о-ви Вилкицки – 15 острова. Тук на остров Чабак се намира най-високата точка 107 m на архипелага. Наименувани са в чест на известния руския хидрограф и полярен изследовател Борис Андреевич Вилкицки;[1]

## Историческа справка
Няколко от островите на архипелага са били открити през 1740 г. от групата на Никифор Чекин, участник в отряда на лейтенант Харитон Лаптев по време на Великата Северна експедиция. Дълго време островите остават безименни и чак през 1893 г. норвежкият полярен изследовател Фритьоф Нансен ги изследва по време на забележителното си плаване на кораба „Фрав“ в Северния Ледовит океан и ги наименува в чест на известния шведски геолог и географ, изследовател на Арктика – Нилс Адолф Ерик Норденшелд. През 1930-те години архипелагът е детайлно изследван, топографски заснет и картиран от съветските експедиции на ледоразбивачите „Седов“ и „Торос“. От 1935 до 1999 г. на остров Руски и непостоянно от 1940 до 1975 на остров Тиртов са действали полярни метеорологични станции. Сега те са закрити и островите са напълно необитаеми.